# Viridasius
Viridasius là một chi nhện trong họ Ctenidae.